# ハワード・ロバートソン
ハワード・ロバートソン（Howard Percy Robertson、1903年1月27日 - 1961年8月26日）は、アメリカ合衆国の数学者、物理学者。ワシントン州 Hoquiam 生まれ。カリフォルニア工科大学で博士号を取得し、プリンストン大学の教職を経て、1947年カリフォルニア工科大学の教授に就任した。全米科学アカデミー、アメリカ芸術科学アカデミー会員。
宇宙論と不確定性原理についての研究への貢献で知られる。